# Grado (Asturien)
Grado (asturisch Grau) ist eine spanische Gemeinde (concejo in Asturien, entspricht dem municipio im übrigen Spanien) in der autonomen Region Asturien. Es grenzt im Norden an Candamo und Las Regueras, im Süden an Teverga und Yernes y Tameza, im Westen an Belmonte de Miranda und Salas und im Osten an Proaza, Santo Adriano und Oviedo. Die Hauptstadt ist Grado.

## Geschichte
Die ältesten Funde der Gemeinde datieren aus der Bronzezeit; aus der Eisenzeit sind noch vereinzelte Fragmente von Wallburgen zu erkennen. Trotz der starken Besiedelung während der Romanisierung sind aus dieser Epoche nur vereinzelte Zeugnisse erhalten, da die Bevölkerung die Bauwerke immer wieder als Steinbruch nutzte. Aus der Zeit der Feudalherren sind noch heute die Wachtürme in Villanueva, Báscones und Coalla als beeindruckende Bauwerke erhalten. Im Frühmittelalter war die Gemeinde noch in die Bezirke Pramaro, Salcedo und Bayo geteilt. Der Zusammenschluss zur heutigen Größe erfolgte erst im 13. Jahrhundert.

## Jakobsweg
Grado ist eine Station auf einem der ältesten historischen Jakobswege, dem Camino Primitivo. 

## Parroquias
Die Gemeinde Grado ist in 28 Parroquias unterteilt
| - Ambás - Báscones - Bayo - Berció - Cabruñana - Castañedo - Coalla | - El Fresno - Grado - Gurullés - La Mata - Las Villas - Peñaflor - Pereda | - Rañeces - Restiello - Rodiles - Rubiano - Sama de Grado - Santa María de Grado - Santa María de Villandás | - Santianes de Molenes - Santo Adriano del Monte - Sorribas - Tolinas - Vigaña - Villamarín - Villapañada |

## Bevölkerungsentwicklung
Quelle: INE-Archiv - grafische Aufarbeitung für Wikipedia

## Politik

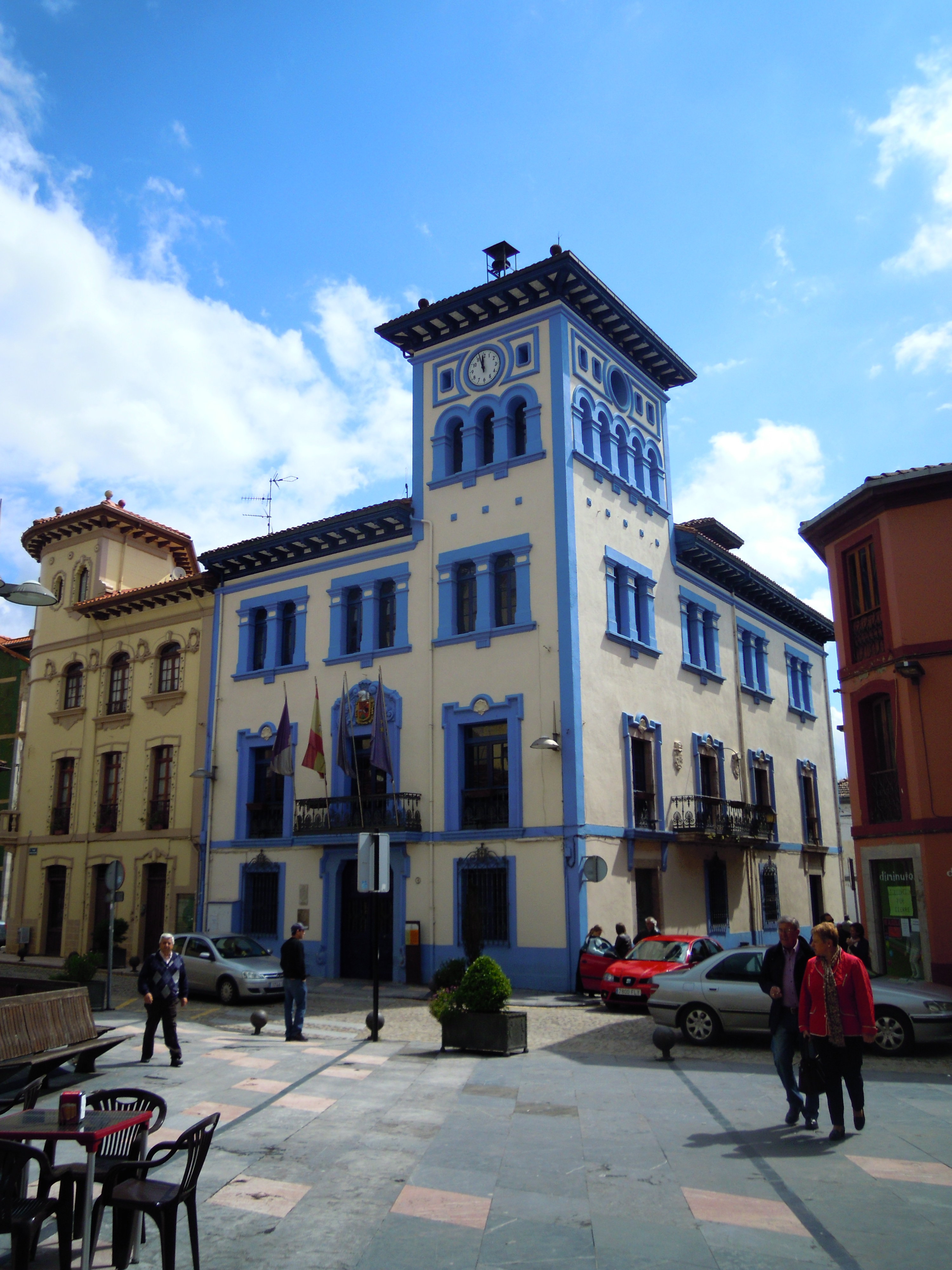
Rathaus von Grado

| Historische Entwicklung der Sitze im Gemeinderat von Grado |      |      |      |      |      |      |      |      |      |      |      |
| Partei                                                     | 1979 | 1983 | 1987 | 1991 | 1995 | 1999 | 2003 | 2007 | 2011 | 2015 | 2019 |
| IU                                                         | 7    | 10   | 10   | 9    | 5    | 6    | 8    | 5    | 6    | 9    | 8    |
| PP                                                         | 3    | 4    | 3    | 2    | 7    | 3    | 3    | 6    | 6    | 4    | 2    |
| PSOE                                                       | 3    | 3    | 2    | 4    | 4    | 5    | 6    | 3    | 2    | 3    | 2    |
| AIGRAS                                                     |      |      |      |      |      |      |      | 3    | 2    |      |      |
| FAC                                                        |      |      |      |      |      |      |      |      | 1    | 1    |      |
| UCD/CDS                                                    | 4    |      | 2    | 1    |      |      |      |      |      |      |      |
| CIM                                                        |      |      |      | 1    | 1    |      |      |      |      |      |      |
| URAS                                                       |      |      |      |      |      | 3    |      |      |      |      |      |
| Cs                                                         |      |      |      |      |      |      |      |      |      |      | 1    |
| Total                                                      | 17   | 17   | 17   | 17   | 17   | 17   | 17   | 17   | 17   | 17   | 13   |

## Wirtschaft

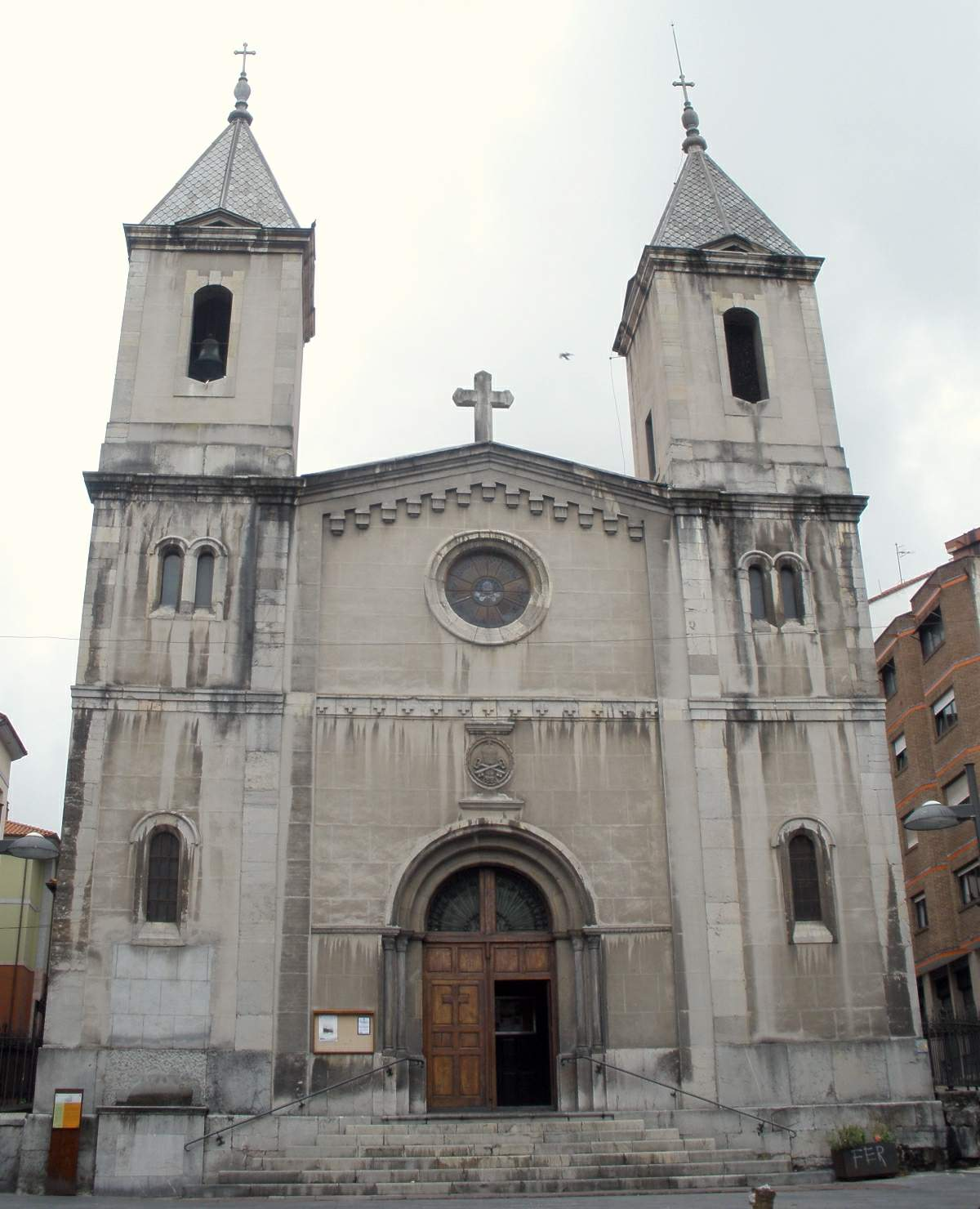
Pfarrkirche San Pedro

| Wirtschaftszweig             | Beschäftigte | Anteil  |
| ---------------------------- | ------------ | ------- |
| Landwirtschaft und Fischerei | 058          | 03,34 % |
| Industrie                    | 091          | 05,24 % |
| Bauwirtschaft                | 222          | 12,80 % |
| Dienstleistung               | 13640        | 78,62 % |
| TOTAL                        | 17350        | 100 %   |

## Sehenswertes
- Heimatmuseum (Museo Etnográfico de Grado – La Cardosa s/n - 33820 Grado)
- Capilla (Kapelle) de los Dolores aus dem 18. Jahrhundert
- Pfarrkirche Iglesia Parroquial de San Pedro von 1890
- Kirche Iglesia de San Martín in Gurullés von 1117
- Wachturm Torre de Villanueva

## Nachweise
1. ↑  Instituto Nacional de Estadística Municipal Register of Spain
2. ↑  Wahl 2011 Spanisches Innenministerium
3. ↑  Wahl 2015 Spanisches Innenministerium (Memento vom 14. Juni 2015 im Internet Archive)
4. ↑  El Païs: Elecciones Municipales 2019 Grado (Asturias)
5. ↑  sadei: Contratación laboral según sector económico. Concejos – 33026 Grado (spanisch)